# Pantherodes hoplitaria
Pantherodes hoplitaria är en fjärilsart som beskrevs av Dyar 1912. Pantherodes hoplitaria ingår i släktet Pantherodes och familjen mätare. Inga underarter finns listade i Catalogue of Life.